# 貫山
貫山（ぬきさん）は、福岡県北九州市小倉南区にある標高712 mの山。
国内有数のカルスト台地である北九州国定公園の平尾台の北端にあり、貫山地の主峰である。山腹には羊の群れのような白い石灰岩が無数に広がっている。山頂からは周防灘を見渡すことができる。北九州市街地に比べると寒冷であり、年に数回冠雪する。